# Institución Deportiva y Social Olivol Mundial
La Institución Deportiva y Social Olivol Mundial es un club social y deportivo uruguayo, originado mediante la fusión, el 26 de junio de 1963, del Olivol Football Club (fundado el 11 de septiembre de 1931) y la Institución Deportiva Mundial (fundada el 12 de octubre de 1938). Su principal actividad es el baloncesto. En 1945 se afilió a la Federación Uruguaya de Basketball.
Estos últimos años, el equipo ha alternado entre segunda y tercera división. Actualmente, el equipo se encuentra ascendido a la Liga Uruguaya de Ascenso, tras haber ganado el torneo de la Divisional Tercera de Ascenso 2017
Comparte barrio con el Club Deportivo Reducto, con quien disputan el clásico de la zona.

## Historia
Fundado el 11 de septiembre de 1931 en el barrio montevideano de Reducto, el club Olivol comenzó su actividad deportiva disputando torneos barriales de fútbol, como la Liga Reducto, de la que se consagraría campeón en 1936 y 1937. Los colores que caracterizaron al club fueron el amarillo y el negro.
Unos pocos años después, el 12 de octubre de 1938, surge en el mismo barrio la Institución Deportiva Mundial, club dedicado a la práctica del baloncesto. En 1945 se afilió a la Federación Uruguaya de Basketball.
El 26 de junio de 1963 ambos clubes se fusionan dando origen a la Institución Deportiva y Social Olivol Mundial. Desde entonces el club se dedica a la práctica del baloncesto.
En 1981 disputó su único Campeonato Federal de primera división. Desde entonces, alterna entre los torneos de segunda y tercera división.
Su mayor rivalidad es con el Club Deportivo Reducto, con quien comparte barrio y disputan el clásico de la zona.
El que tuvo la idea principal de la fusión de los clubes la tendría Santiago Landoni, que más tarde se llevaria a cabo con la ayuda de Luca Garin.

## Palmarés

### Títulos nacionales
- Torneo Federal de Tercera de Ascenso: 1997
- Divisional Tercera de Ascenso: 2013,2017 y 2019.
- Liga Uruguaya de Ascenso: 2020

## Jugadores
| Plantel DTA 2017 | Plantel DTA 2017 | Plantel DTA 2017  | Plantel DTA 2017 | Plantel DTA 2017    | Plantel DTA 2017 |
| ---------------- | ---------------- | ----------------- | ---------------- | ------------------- | ---------------- |
| Número           | Nacionalidad     | Nombre de Jugador | Posición         | Fecha de Nacimiento | Altura           |
|                  | URU              | R. ALTEZ          |                  |                     |                  |
|                  | URU              | T. MARTINEZ       |                  | 1983-09-24          | 2                |
|                  | URU              | L. ZAPATA         |                  |                     |                  |
| 3                | URU              | M. ANDRADE        |                  | 1995-10-06          |                  |
| 4                | URU              | A. BRITOS         |                  | 1997-04-23          |                  |
| 5                | URU              | A. YERN           |                  |                     |                  |
| 6                | URU              | I. DI GIORGI      |                  |                     |                  |
| 6                | URU              | F. SEGUESSA       |                  | 1995-01-16          |                  |
| 10               | URU              | A. VARELA         |                  | 1987-08-06          | 187              |
| 11               | URU              | G. ROMERO         |                  | 1992-02-17          | 192              |
| 13               | URU              | D. OLIVERA        |                  | 1984-03-08          | 197              |
| 14               | URU              | M. ARAUJO         |                  |                     |                  |
| 15               | URU              | L. PINTOS         |                  | 1982-10-26          | 198              |
| 23               | URU              | L. DE PENA        |                  | 1993-10-26          | 191              |
| 30               | URU              | F. ORTEGA         |                  |                     |                  |
| 32               | URU              | D. MARTINEZ       |                  |                     |                  |
| 42               | URU              | P. RITO           |                  |                     |                  |
| 55               | URU              | I. ARBILDI        |                  | 1989-09-08          |                  |